# BMW F800 GS
La BMW F800GS y la F800GS Adventure son una gama de motocicletas doble propósito y dentro de la familia GS (del alemán Gelände Strasse) fabricadas por la compañía alemana BMW Motorrad desde el año 2008. Se puede decir que es la más "off-road" de la línea conjuntamente con su hermana menor F700 GS.

## Historia
En la presentación de la BMW F800S y F800ST de 2006 se anunció que una versión gran enduro GS surgiría próximamente con el motor de dos cilindros de la nueva serie F. La BMW F800GS fue presentada el 6 de noviembre de 2007 en la 65.ª Feria Internacional de motos EICMA (Esposizione Internazionale Ciclo Motociclo e Accessori) de Milán y fue el lanzamiento en marzo de 2008. 

## Evoluciones
Para la temporada 2009, la moto está disponible con indicadores de señal LED. La revista estadounidense Rider ha nombrado a la F800GS la moto del año 2009.
A partir del modelo 2011, el indicador de autonomía es modificado para indicar a partir del comienzo de reserva cuantos kilómetros se realizan y no como era anteriormente que indicaba cuantos kilómetros se podían realizar. 
En los dos primeros años de producción, hubo varias veces revisiones y acciones técnicas por parte de la fábrica. Entre otras cosas, revisar y asegurar la manguera de agua de refrigeración, renovar el eje de la rueda delantera y kit de cadena y una actualización del software de la motocicleta.
Desde el año 2013 se llevó a cabo un primer lavado de cara. Estos consistían principalmente en un diseño modificado de la rejilla del radiador. En el mismo año también lanzada hermana de la gama, la BMW F800GS Adventure con el mismo motor y el chasis, pero se extendió a un mayor depósito de combustible, parabrisas y equipamiento.

## Características de diseño
El motor es fabricado en Rotax, un bicilíndrico en línea enfriado por líquido y tiene cuatro válvulas por cilindro. El motor de cuatro tiempos con dos árboles de levas (DOHC). Tiene un arranque eléctrico e inyección electrónica de combustible. La transmisión de potencia a la rueda trasera es por medio de una cadena. Caja de cambios de seis velocidades. El embrague multidisco es operado por cable. En comparación con los modelos S / ST, el motor tiene un ángulo de cilindro de 8,5 ° y por lo tanto es casi perpendicular. El motor es un kg más ligero que la variante de S / ST. El sistema de escape está hecho de acero inoxidable y tiene un convertidor catalítico controlado.
El chasis tridimensional de tubo de acero; el motor soporta parte de la carga.
Horquilla telescópica invertida, Ø45 mm y un recorrido del muelle de 230 mm. Detrás, basculante doble de aluminio fundido con 215 mm de recorrido, amortiguador WAD, precarga del muelle ajustable hidráulicamente (continuamente variable) desde un mando manual o electrónico.
La motocicleta está equipada con discos de freno delanteros dobles con un diámetro de 300 mm y dos pistón de la pinza y la parte trasera con un disco simple con 265 mm y pinza flotante de pistón único. Los sistemas de frenos son Brembo. El sistema ABS antibloqueo de frenos puede desactivarse. Las ruedas de radios de alambre tienen llantas de aluminio con un tamaño de 21 pulgadas (delanteras) y 17 pulgadas (traseras).
El tanque de combustible es 16 L y de 24 en el modelo Adventure, se encuentran, al igual que con todas las motocicletas de la serie F, debajo del asiento, para lograr un centro de gravedad más bajo. La abertura del depósito se encuentra en el lado derecho del asiento del pasajero. Sobre el motor se ha colocado la batería de arranque y la toma de aire de motor. La altura del asiento es de 880 mm. Un asiento alternativo con menos relleno reduce la altura del asiento a 830 mm. Como protección contra el viento cuenta con un parabrisas mediano de plástico transparente.

## Las combinaciones de colores
Las motos de 2008 y 2009, las combinaciones de colores eran amarillo ocaso / negro semi-brillante y magnesio oscuro / metálico. Desde 2010 está en las combinaciones naranja metálica / negro semi-brillante y unicolor blanco alpinos disponible. Además, un modelo especial se le ofreció 30 años GS. En 2011, hay modelos especiales en el azul desierto,  blanco alpino (Trophy) y negro profundo y edición "all black" 

## Neumáticos
Como norma, la F800GS se vende con neumáticos Bridgestone Battle Wing BW 501 G / BW 502 G, Continental TKC 80, Metzeler MCE Karoo 2 (T) / MCE Karoo (T), Metzeler Tourance EXP Metzeler Tourance NEXT, Michelin Anakee / Anakee C, Pirelli Scorpion Trail frontal / Scorpion Trail G, Heidenau K60 scout.

## Versión 2016
Para el año 2016 BMW nuevamente realiza retoques estéticos como un nuevo recubrimiento de depósito, nueva tapa de cerradura y la posibilidad de solicitar "de fábrica" como opcional una suspensión más baja que en combinación con los cuatro modelos de asientos disponibles ahora, se puede optar por una altura total de la moto desde los 820 mm hasta 920 mm.  

## Versión 2017
BMW presentó en EICMA 2017 una evolución de este modelo con la nueva F850 GS, que cuenta con un nuevo motor de 853 cc. y 95 CV. Contiene importantes paquetes de electrónica lo cual actualiza el modelo a la competencia. También la F750 GS que sustituye la F700GS.